# 美國亞裔記者協會
美國亞裔記者協會（英語：Asian American Journalists Association）是一個由亞裔美國人組成的記者組織。

## 历史
它於1981年創立，其目的是推動更多亞裔美國人參與傳媒工作。
現時該組織在美國及亞洲共設有19個分部，其會員有1,900多人。

## 外部連結
- 官方網站 (英語) （页面存档备份，存于）